# Mannig Berberian
Mannig Berberian (arménien : Մաննիկ Պէրպէրեան), née le 18 août 1883 à Üsküdar (Constantinople, Empire ottoman) et morte le 8 novembre 1960 à Paris, est une écrivaine et musicienne arménienne.

## Biographie

### Famille
Mannig Berberian naît en 1883 à Üsküdar. Son père est Reteos Berberian, figure importante de la vie culturelle arménienne de la capitale ottomane. Elle a deux frères : Shahan, compositeur et philosophe, et Onnig, musicien,.

### Carrière littéraire
En 1911, Mannig Berberian publie Des chants en prose, ouvrage qui attire notamment l'attention de Zabel Essayan. Chanteuse, elle se produit en public, comme par exemple à la salle de l'Union française le 17 mai 1913 à Constantinople.
Mannig Berberian participe notamment au magazine féminin stambouliote Haï Guine (Հայ կին, « Femme arménienne »), dès le premier numéro de novembre 1919.
En 1922, elle traduit en arménien Salomé d'Oscar Wilde.
En 1931, installée à Nice, elle publie Le Chemin ensoleillé, qui comprend une quarantaine de poèmes qui évoquent des sujets comme les fleurs, le soleil, l'amour, la tristesse ou encore la jalousie. Krikor Beledian caractérise cette œuvre comme marquée par une « euphorie sentimentale ». Une partie de ces poèmes est traduite en français en 1955 sous le titre Mon Chemin ensoleillé,.
À la même époque, elle publie dans le journal arménien de Boston Hairenik, comme la nouvelle Ninin (1932),.
Elle meurt le 8 novembre 1960 à Paris. Elle est enterrée au cimetière parisien de Bagneux.

## Publications
- (hy) Արձակ երգեր [« Poèmes en prose »], Constantinople, Impr. Arax,‎ 1911, 87 p. (lire en ligne)
- (hy) Oscar Wilde (trad. Mannig Berberian, préf. Vahan Tékéyan), Սալոմէ [« Salomé »], Constantinople, Impr. O. Arzouman,‎ 1922, 64 p. (lire en ligne)
- (hy) Արեւոտ ճամբան [« Le Chemin ensoleillé »], Paris, Impr. Massis,‎ 1931, 94 p. (lire en ligne)[10]
- (hy) Երեք վիպակներ [« Trois romans »], Alexandrie, Impr. Aram Stepanian,‎ 1945, 48 p.
- (hy) Հեթանոս տղայ [« Le garçon païen »], Alexandrie, Impr. Aram Stepanian,‎ 1945, 140 p.